# マリー・アン・マクラウド・トランプ
マリー・アン・マクラウド・トランプ（Mary Anne MacLeod Trump、1912年5月10日 - 2000年8月7日）は、ドナルド・トランプの母であり、不動産開発者のフレッド・トランプの妻であった。スコットランドのアウターヘブリディーズで生まれ、1930年にアメリカ合衆国に移住し、1942年に帰化した。 彼女は夫と5人の子供を育て、ニューヨークで慈善活動に従事した。

## 若い頃
マリー・アン・マクラウドは、スコットランドのルイス島にあるトング村に父親が1895年以来所有する家に生まれた。 地元の歴史家は、この地域の特性を「なんとも不潔」と表現し、「人間の悲惨さ」を表す、と表現した 第一次世界大戦の勃発は地域経済を弱体化させ、男性人口を減少させたのである。 
スコットランド・ゲール語が話される世帯に生まれ、マリーはマルコム・マクラウド（1866年ー1954年）マリー・マクラウド（1867年ー1963年）の間に生まれた十人の子供のうちでも一番幼い子であった 。彼女の父親は、小作農民、漁師、そしてメアリーの学校の番人などで生計を立てていた 。英語は彼女の第二言語であり、彼女は中等学校まで通っていた学校で英語を学んだ。 
彼女の父方の祖父母は、アレクサンダー・マクラウドとアン・マクラウドであった。彼女の母方の祖父母はドナルド・スミスとメアリー・マコーリーであった。 彼らはヴァティスカーとルイス島のパーク地域から移り住み、家族の何世代かはハイランドクリアランスに苦しんでいた。

## アメリカ合衆国への移民
マリーの姉妹の何人かは既に米国に移民していたので、マリー・アン・マクラウドの最初の米国訪問は、1929年12月の短期滞在だったようだ。 その後、1930年2月17日に グラスゴーで移民ビザ番号26698を発行された。 5月2日、RMSトランシルバニアに乗船してグラスゴーを離れたマクラウドは5月11日（18歳の誕生日の翌日）にニューヨーク市に到着した。 彼女は、米国市民になるつもりであり、アメリカに永住することを宣言した 。この時期、彼女のような多くのスコットランドの若者が、スコットランドの強制移住政策や第一次世界大戦により持たされた祖国の惨状に嫌気し、米国やカナダに移住している 。トランシルバニア号の外国人旅客リストの彼女の職業欄には家事労働者と記載がある。 
米国到着時の所持金はたった50ドル（2019の765ドルと同じ）、 マクラウドはロングアイランドで姉のクリスティーナ・マセソンと暮らし、少なくとも4年間は召使などをしていた。 これらの仕事の1つはニューヨーク郊外の裕福な家族のナニーとしてであったが、 大恐慌によって引き起こされた経済的困難のために、その仕事も失われた。ある説明によれば、彼女は「土にまみれて働く貧しい使用人としてアメリカで生活を始めることで、故郷のさらにひどい貧困から脱出したのである」。米国に再入国する許可を得て-滞在して市民権を得ようとする移民にのみ許可-彼女は1934年9月12日にSS カメロニアでスコットランドに戻った 。彼女は1935年4月までに1940年の米国国勢調査でニューヨークに住んでいると記録されている。 
マリー・アンとその夫であるフレッド・トランプは1940年の国勢調査で彼女は帰化した市民であると述べたが、実際には帰化には1942年3月10日まで要している。 しかし、彼女は頻繁に海外旅行や米国再入国をしており、帰化前に入国管理法に違反したという証拠はない。マクラウドはしばしば、彼女の意思でスコットランドの故郷に戻り、その際にはゲール語を話していた。

## 結婚、家族と活動
1930年代、マクラウドはクイーンズで妹と暮らしていた時、パーティーでフレッド・トランプと出会った。その後スコットランドを訪れた際、彼女は家族に将来の夫と出会ったことを伝えた。 二人は1936年1月11日にマディソンアベニュー長老派教会で結婚し、 ジョージ・アーサー・バトリックが司会を務めた。 25名が出席した結婚披露宴はマンハッタンのカーライルホテルで開催された。二人はニュージャージー州 アトランティックシティで新婚旅行を行った。1937年4月5日、彼女は最初の子供であるマリアン・トランプ・バリー、続いてフレドリック・キリスト・トランプ Jr.（1938年）、 エリザベス・トランプ・グラウ （1942年）、ドナルド・トランプ （1946年）、そしてロバート・トランプ（ 1948年）を出産した。 最後の出産により緊急子宮摘出術が行われ 、彼女はかろうじて命をとりとめた。

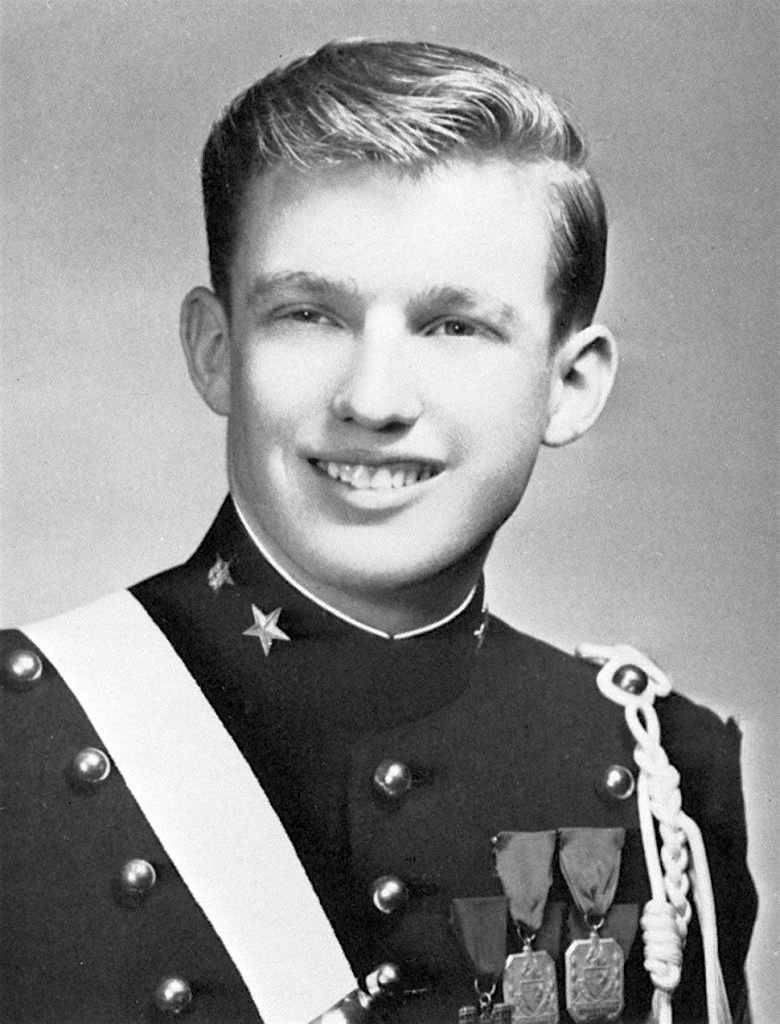
ドナルド・トランプ （1964年）のシニア年鑑写真

家族はジャマイカ、クイーンズに住んでいて、後にジャマイカエステートに住んでいた。最初は、彼らは彼女の義母の家に住んでいた。夫婦は上向きに機動性があり、1940年までに彼女は自分のスコットランドの家庭に引き継いでいた。彼女は主婦であったが家族経営のアパートの洗濯機からコインを集めるなど、夫の不動産事業を手伝うこともあった。彼女は彼女の育児の長老派信仰に基づいて子供たちを育てた。2017年1月20日、次期大統領であるドナルドトランプは、1955年に長老派サンデースクールを卒業したときに母親から渡されたRSV聖書のコピーを使用して、就任の宣誓を行いた。 彼女は、化粧板「MMT」を備えたロールス・ロイスを運転したのである。
また、彼女は、病院でボランティアとして行動し、学校の活動や慈善活動に携わっていた。これらの原因には、脳性麻痺のある人の改善と知的障害のある成人の生活を改善する努力が含まれていた。 トランプは、他の慈善団体の中でも、 救世軍 、 アメリカのボーイスカウト 、および盲人のための灯台で活躍していた 。彼女はジャマイカ病院の女性補助員、そして同様にジャマイカ保育園で重要な役割を果たした。 彼女と彼女の夫は、時間、努力、サービス、そしてニューヨーク周辺のいくつかの医療施設に寄付した。 さらに、ジャマイカ病院医療センターにある228床の特別養護老人ホームパビリオンは、彼女が何年もボランティア活動をしていた場所で、彼女のために名付けらた。彼女はまた、いくつかのソーシャルクラブに所属していたのである。 
親として、彼女は夫よりも控えめであった。 子供たちの友達は彼女との相互作用が彼との相互作用よりも少ないと指摘した。見た目はわずかであったが、精巧な髪型で有名で、ある「ダイナミックなオレンジ色の渦巻き」が付けられていた。 これはかつて書いた息子ドナルドと共通点があった。 
1981年、トランプの長男フレッド Jr. はアルコール依存症による合併症で亡くなったのである。

## その後の人生と死
彼女は年をとるにつれ、彼女は重度の骨粗しょう症に苦しんだ。 1991年10月31日に、彼女は家の近くで買い物をしていると、強盗された。14ドルが入っていた財布がとられた後、彼女は歩道に投げられてしまった。 彼女は肋骨の骨折、顔面のあざ、いくつかの骨折、脳出血、そして彼女の視覚と聴覚への永久的な損傷を持続した。 ローレンス・ハーバートという名前の配達用トラックの運転手は、16歳の加害者を捕らえ、 ドナルド・トランプから小切手で報いられ、家を差し押さえることができなくなったのである。
マリー・アンの夫、フレッド・トランプは1999年6月に93歳で亡くなった。 彼女は1年後の2000年8月7日、 ニューヨーク州ニューハイド公園のロングアイランドユダヤ人医療センターで88歳で亡くなった。 礼拝はマンハッタンのマーブル大学教会で行われ 、彼女は夫と息子（フレッド jr.）と一緒にクイーンズ州ミドルビレッジのルーテルオールフェイス墓地に埋葬された。 スコットランドの地元新聞、 ストーノウェー官報での死の告知は次のように書いている:「平和的にニューヨークで8月7日、マリー・アン・トランプ、88歳。故マルコムとマリー・マクラウドの娘、5トング。 大いに逃した。」 